# Hymenostegia
Hymenostegia là một chi thực vật có hoa trong họ Đậu.